# Dominikai köztársasági labdarúgó-bajnokság (első osztály)
A Primera División de Republica Dominicana a dominikai köztársasági labdarúgó-bajnokságok legfelsőbb osztályának elnevezése. 1970-ben alapították és 8 csapat részvételével zajlik. A bajnok a bajnokok Ligájában indulhat.

## A 2011–2012-es bajnokság résztvevői
- Barcelona Atlético (Santo Domingo)
- Club Deportivo Pantoja (Santo Domingo)
- Escuela Bauger (Santo Domingo)
- San Cristóbal FC (San Cristóbal)
- Universidad O&M FC (Santo Domingo)

## Az eddigi bajnokok

### Primera División
| - 1970 : España FC - 1971 : España FC - 1972 : Universidad Católica (Santiago de los Caballeros) - 1973 : Universidad Católica (Santiago de los Caballeros) - 1974 : Universidad Católica (Santiago de los Caballeros) - 1975 : ismeretlen - 1976 : Don Bosco (Moca) - 1977 : Don Bosco (Moca) - 1978 : Don Bosco (Moca) - 1979 : ismeretlen - 1980 : ismeretlen - 1981 : Universidad Autónoma (Santo Domingo) | - 1982 : ismeretlen - 1983 : ismeretlen - 1984 : ismeretlen - 1985 : Don Bosco (Moca) - 1986 : Don Bosco (Moca) - 1987 : Don Bosco (Moca) - 1988-89 : Universidad Autónoma (Santo Domingo) - 1989-90 : Universidad Autónoma (Santo Domingo) - 1991 : Bancredicard (San Cristóbal) - 1992 : Bancredicard (San Cristóbal) - 1993 : San Cristóbal FC - 1994 : Bancredicard (Santo Domingo) | - 1995 : Don Bosco (Moca) - 1997 : FC Santos (San Cristóbal) - 1998 : Domingo Savio (La Vega) - 1999 : Don Bosco (Moca) - 2000-01 : CD Pantoja - 2001-02 : ismeretlen - 2002/03 : CD Pantoja or Domingo Savio (La Vega)? - 2003-04 : Casa de España - 2005 : Jarabacoa - 2006 : Domingo Savio (La Vega) |

### Liga Mayor
- 2001/02 : Baninter (Jarabacoa)
- 2002/03 : Baninter (Jarabacoa)
- 2003/04 : sin campeonato
- 2004/05 : Deportivo Pantoja
- 2005/06 : sin campeonato
- 2007 : Barcelona Atlético
- 2008 : sin campeonato
- 2009 : Deportivo Pantoja
- 2010 : Moca FC
- 2011 : Deportivo Pantoja